# Charles FitzRoy, 2.º Duque de Cleveland
Charles Palmer, depois Charles FitzRoy, 2.º Duque de Cleveland e 1.º Duque de Southampton (Londres, 18 de junho de 1662 – Londres, 9 de setembro de 1730) estilizado Lorde Limerick antes de 1670 e Conde de Southampton entre 1670 e 1675, foi o filho mais velho de Barbara Palmer, Condessa de Castlemaine (nascida Barbara Villiers, depois 1.ª Duquesa de Cleveland) e do Rei Carlos II da Inglaterra e da Escócia. Como um filho putativo de Roger Palmer, 1.º Conde de Castlemaine, seu pai nominal, ele foi estilizado Lorde Limerick no seu nascimento, que marcou a separação de seus pais. Lorde Castlemaine, um católico romano, o cristianizou na fé da Igreja Apostólica Romana Católica, mas seis dias depois o rei o recristianizou na fé da Igreja da Inglaterra.

## Vida pessoal

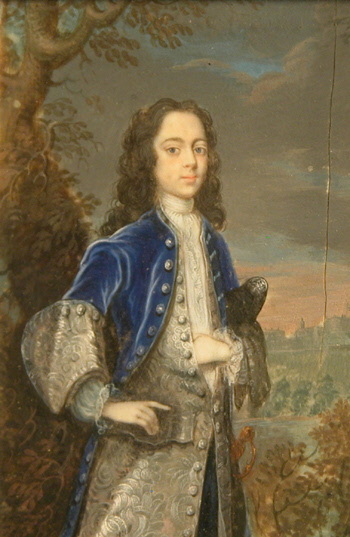
Charles FitzRoy, 2.º Duque de Cleveland

Em 1670, aos oito anos, ficou noivo por contrato de Maria Wood, filha de Sir Henrique Wood, mas o casamento só ocorreria quando Maria atingisse os dezesseis anos de idade. Depois da morte de Sir Henrique, a Duquesa de Cleveland mais ou menos abduziu Maria, com a intenção de educá-la junto com seus próprios filhos. Em 1670, Charles FitzRoy foi titulado Duque de Southampton. Com a morte de sua mãe, em 1709, tornou-se o 2.° Duque de Cleveland.

## Descendência
Em 1694, o duque casou-se em segundas núpcias com Ana, filha de Sir Guilherme Poultney, de Misterton, Leicestershire, e eles tiveram seis filhos:
- Lady Grace, nascida em 28 de março de 1697, casada em 1725 Henrique Vane, mais tarde criado "Conde de Darlington";
- William FitzRoy, 3.º Duque de Cleveland e 2.º Duque de Southampton (19 de fevereiro de 1698 - 18 de maio de 1774);
- Lorde Carlos Fitzroy (13 de fevereiro de 1698 - 31 de julho de 1723);
- Lorde Henrique Fitzroy (17 de agosto de 1701 - 1709);
- Lady Ana, nascida em 12 de novembro de 1702, casou-se com Francis Paddy, Esq;
- Lady Barbara, morreu solteira.

Ele morreu em 9 de setembro de 1730 e foi enterrado na Abadia de Westminster. Ele foi sucedido por seu filho mais velho, William FitzRoy (1698-1774), que morreu sem descendência, quando todos os seus títulos foram extintos.